# ناحیه دزاو
ناحیه دزاو (به لاتین: Dzau District) یک منطقهٔ مسکونی در اوستیای جنوبی است که در اوستیای جنوبی واقع شده‌است. ناحیه دزاو ۱٬۴۴۸ کیلومتر مربع مساحت و ۱۰٬۰۰۰ نفر جمعیت دارد.